# Deolinda Rodrigues
Deolinda Rodrigues, född 2 mars 1939 i Icolo e Bengo, Angola, död 1968 i Kinkuzu, Kongo-Kinshasa var en angolansk författare som gick med i MPLA deltog i Angolanska självständighetskriget och känd som revolutionens moder. Hon tillfångatogs, torterades och mördades i FNLAs koncentrationsläger i Kong-Kinshasa.

## Biografi
Deolindas föräldrar var lärare och fadern var också pastor i Förenade Metodistkyrkan i Vila Salazar och Catete i Icolo e Bengo. Deolinda hade fyra bröder och växte upp i dessa orter. Barnen gick i missionsskolor och 1954 flyttade Deolinda och en bror till Luanda. De bodde hos sin moster Maria da Silva, mor till Agostinho Neto. Deolinda började skriva lyrik och romaner om Angola och alla orättvisor mot folket och hon fick dem publicerade i Metodistbulletinen. Hon deltog i den fest som anordnades när MPLA bildades 1956.

### Självständighetskriget
Självständighetskriget började i januari 1961. MPLA:s ledning fick en fristad i Leopoldville i Kongo-Kinshasa och 1962 flyttade Rodrigues dit och blev ansvarig för flyktinghjälp till angolaner som flytt från kriget. Vid MPLA:s första nationella kongress i slutet på året valdes hon som ledamot i styrelsen med ansvar för sociala frågor. 1963 utvisades MPLA till Folkrepubliken Kongo på andra sidan Kongofloden. I oktober 1966 blev hon antagen till militärutbildning. Från 12 januari till 17 februari 1967 tillhörde hon Camy-skvadronen. som gjorde räder in i Angola från Brazzaville. Skvadronen förråddes av den konkurrerande befrielserörelsen FNLA och fem kvinnliga soldater fördes till ett koncentrationsläger i Kongo-Kinshasa. Deolinda Rodrigues torterades och mördades okänt datum 1968.